# Le Bouquiniste Mendel
Le Bouquiniste Mendel est une nouvelle de l'écrivain autrichien Stefan Zweig publiée en novembre 1929. La première version traduite en français est publiée à Paris en 1935.

## Résumé
Dans les faubourgs de Vienne, quelques années après la fin de la Première Guerre mondiale. Pris d'une impression de déjà-vu, un homme se rend compte qu'il se trouve dans le café Gluck (angle de l'Alserstrasse), refait à neuf depuis, où il avait coutume de rencontrer le bouquiniste Jacob Mendel, alors qu'il cherchait des documents pour faire des recherches sur le mesmérisme. Il apprend alors de la bouche de Madame Sporschil, la vieille « femme des lavabos », la fin pitoyable de l'homme, qui de son vivant était un véritable catalogue vivant, capable d'enregistrer et de retrouver les références d'un nombre incommensurable de livres. Trop vieux pour avoir été appelé sous les drapeaux, et ne lisant pas les journaux, Mendel n'était pas au courant du déclenchement de la guerre. Aussi, celui-ci continuait sa correspondance avec les pays ennemis, se plaignant entre autres de ne pas recevoir les catalogues de collections qu'il avait demandés. Convoqué par la police secrète, il s'avère être ressortissant russe, et passe une bonne partie de la guerre dans un camp de concentration, avant d'en être libéré du fait de ses hautes relations. Mais, cassé par cette accusation, il ne parviendra jamais à refaire son travail comme par le passé, et finira par mourir sans le sou. Le dernier ouvrage qu'il ait eu dans les mains, et qui restera finalement dans la poche de Madame Sporschil, est le deuxième tome du Bibliotheca Germanorum erotica et curiosa de Hayn.

## Éditions françaises
- Les Éditions de l'Ebook malin : nouvelle traduction d'Anaïs Ngo, édition enrichie ; Collection : La Caverne des introuvables ; 19 juillet 2013,  (ISBN 9782367882352)
- Dans La Peur, recueil de six nouvelles de Stefan Zweig. Traduction de Alzir Hella. Octobre 2008  (ISBN 2-253-15370-2) (BNF 38924924).